# 馬高·簡利拿
馬高·安東尼奧·西莫斯·簡利拿（葡萄牙語：Marco António Simões Caneira，1979年2月9日—），簡稱 馬高·簡利拿（葡萄牙語：Marco Caneira），出生在辛特拉，是一名葡萄牙職業足球員，現效力士砵亭，司職後衛。
他主要是擔任中堅，不過他在右閘或左閘的表現亦不俗。

## 生平
簡利拿的足球生涯在士砵亭青訓系統展開，他成功被提升至一隊。當他與球會簽訂職業合約後，他迅速被外借至比拉馬。
2000年，簡利拿與隊友保羅·哥斯達被牽涉入阿爾韋卡與國際米蘭混亂的爭奪中，前者已擁有一半的購買權；後者則是由球員經理人保羅·巴保沙（Paulo Barbosa）精心安排了球員轉會。最終，他迅速以共同擁有的形式被出售至里賈納。一個球季後，他被國際米蘭外借至賓菲加兩年。
2001/02球季後，他被外借至法甲球會波爾多，並度過一個成功的球季。當球季結束後，波爾多正式將他買入，並提供一份為期四年的合約。在他效力波爾多的第二個球季後，他再次被球會外借，加盟波爾多在2003/04球季歐洲聯賽冠軍盃對碰過兩次的西甲球會華倫西亞。2005年夏天，他正式加盟這支西班牙球會。
他在華倫西亞度過一季半後，他在2006年重返葡萄牙加盟士砵亭。9月12日，他在主場對國際米蘭的歐聯賽事中在防守方面表現穩定，也罕有地取得入球，協助球隊以1-0的比分擊敗其前球會。2007年8月，雖然他的借用獲續至5年，但他仍然返回華倫西亞。
2008年6月25日，缺乏上陣機會的簡利拿以150萬歐羅的身價再次加盟士砵亭並簽訂四年合約。

## 國際賽
2002年，簡利拿被選進葡萄牙於2002年世界盃的大軍名單，但並未有上陣。
他雖然未能入選2004年歐洲國家盃，不過他能出席2006年世界盃並在分組賽最後一場以2-1的比分擊敗墨西哥的賽事中上陣。

## 榮譽
- 葡萄牙盃：2006–07
- 歐洲超霸盃：2004
- 西班牙國王盃：2007–08

## 外部連結
- （英文）Stats and profile at Zerozero[永久]
- （英文）PortuGOAL profile （页面存档备份，存于）
- （西班牙文）Stats at Liga de Fútbol Profesional （页面存档备份，存于）
- （英文）BDFutbol profile （页面存档备份，存于）
- （英文）NationalFootballTeams data[]
- （英文）馬高·簡利拿 – FIFA國際賽競賽紀錄 (存檔)